# Antoinette Tuff
Antoinette Tuff ist eine Bürgerin der USA, die am 20. August 2013 als Geisel eines Amokläufers durch  deeskalierendes Verhalten ein mögliches Massaker in einer Grundschule mit rund 870 Kindern in Decatur bei Atlanta (Bundesstaat Georgia) verhinderte. US-Präsident Barack Obama bedankte sich telefonisch bei der Buchhalterin für deren Mut.

## Überfall auf die Schule
Am 20. August 2013 stürmte der 20-jährige Michael Brandon Hill mit einem Sturmgewehr AK-47 und 500 Schuss Munition in die Ronald E. McNair Discovery Learning Academy, eine Grundschule im amerikanischen Decatur. Der potentielle Amokläufer nahm im Eingangsbereich die Buchhalterin (Sekretärin) der Schule, Antoinette Tuff, als Geisel und forderte sie auf, ein Kamerateam anzufordern; er wollte offenbar seine tödliche Schießerei mit der Polizei filmen lassen. Als die Polizei vor der Schule eintraf, schoss er auf die Beamten, verfehlte diese und ging zurück in das Sekretariat. Tuff konnte unbemerkt den Notruf 911 betätigen. Der Notruf wurde aufgezeichnet und dokumentiert das 14 Minuten dauernde Gespräch Tuffs mit dem bewaffneten Eindringling. Demnach wirkte Tuff beruhigend auf Hill ein, redete mit ihm über eigene Lebenserfahrungen und konnte diesen so veranlassen, das Gewehr fallen zu lassen und sich zu ergeben. Auf der Website des „New York Magazine“ wurde die über die Notrufnummer mitgeschnittene Unterredung veröffentlicht.
Eigentlich hatte Tuff ein paar Wochen freigenommen und sollte gar nicht in der Schule weilen. Aber an diesem Tag war sie für eine Sekretärin eingesprungen.

## Persönliches
Antoinette Tuff wurde nach 33-jähriger Ehe geschieden und hat einen schwerbehinderten Sohn. Die Christin gehört der Gemeinde „Christliches Zentrum Weg, Wahrheit und Leben“ an. Dort hätte sie kurz vor dem Überfall auch gelernt, in Krisenlagen ruhig zu bleiben. „Einen Anker zu haben und in Christus Halt zu finden“, habe ihr Pastor gepredigt, äußerte sie später im Lokalradio. Zusammen mit den Angestellten der Schule sei sie auch regelmäßig für Extremsituationen ausgebildet worden, erklärte eine Sprecherin der Schulbehörde. Von Präsident Obama wurde ihr ein Besuch im Weißen Haus in Aussicht gestellt.